# متحف العمارة والتراث (فرنسا)
متحف العمارة والتراث (بالفرنسية:  "Cité de l'architecture et du patrimoine")‏، يقع في باريس الجناح الأيمن من قصر شايو (ساحة تروكاديرو) ومع مساحة تقدر ب000 22 م² هو أكبر مركز معماري في العالم.
يمكن أن نصل إلى هذا المتحف عبر مترو باريس رقم 6 و 9.

## المهمة
متحف العمارة والتراث يرأسه فرانسوا دو مازيار، هي منشأة عامة للصناعة والتجارة تحت إشراف وزارة الثقافة (فرنسا).
وتتمثل مهمتها في ضمان تعزيز وحفظ الهندسة المعمارية الفرنسية في فرنسا والخارج، واكتشاف وترويج الأعمال المميزة من التراث المعماري الفرنسي والهندسة الدولية المعاصرة.

## التاريخ
متحف العمارة والتراث نابع من 3 هيئات والتي تكون اليوم أقسامها الثلاث:
- «متحف الآثار الفرنسية» الذي يجمع بين مجموعات من نماذج استثنائية أيضا قوالب واللوحات مستنسخة بحجم متوسط، وروائع تراث تاريخ فرنسا.
- المعهد الفرنسي للهندسة المعمارية، وهي منظمة أنشئت في عام 1981 من أجل تعزيز هندسة فرنسا المعاصرة.
- مدرسة شايو الذي بنيت منذ أكثر من قرن من الزمان عبر مهندسي التراث المعماريين.

سنة 2004 فرانسوا دو مازيار هو المشرف على تحقيق هذا العمل وتم افتتاحه في 17 سبتمبر 2009 وتم أيضا تعيين فرنسوا دو مازيار رئيس للمتحف.
لتشغيل المتحف تم أخذ الأموال من الشركاء من القطاعين العام والخاص، بما في ذلك ثلاثة مؤسسين، بويغ للعقارات، مجموعة مونيتور (تخصص صحافة)، فيترا (الأثاث).
في مايو 2009 تعاون المتحف مع ثلاثة متاحف أخرى لتشكل هضبة المتاحف.

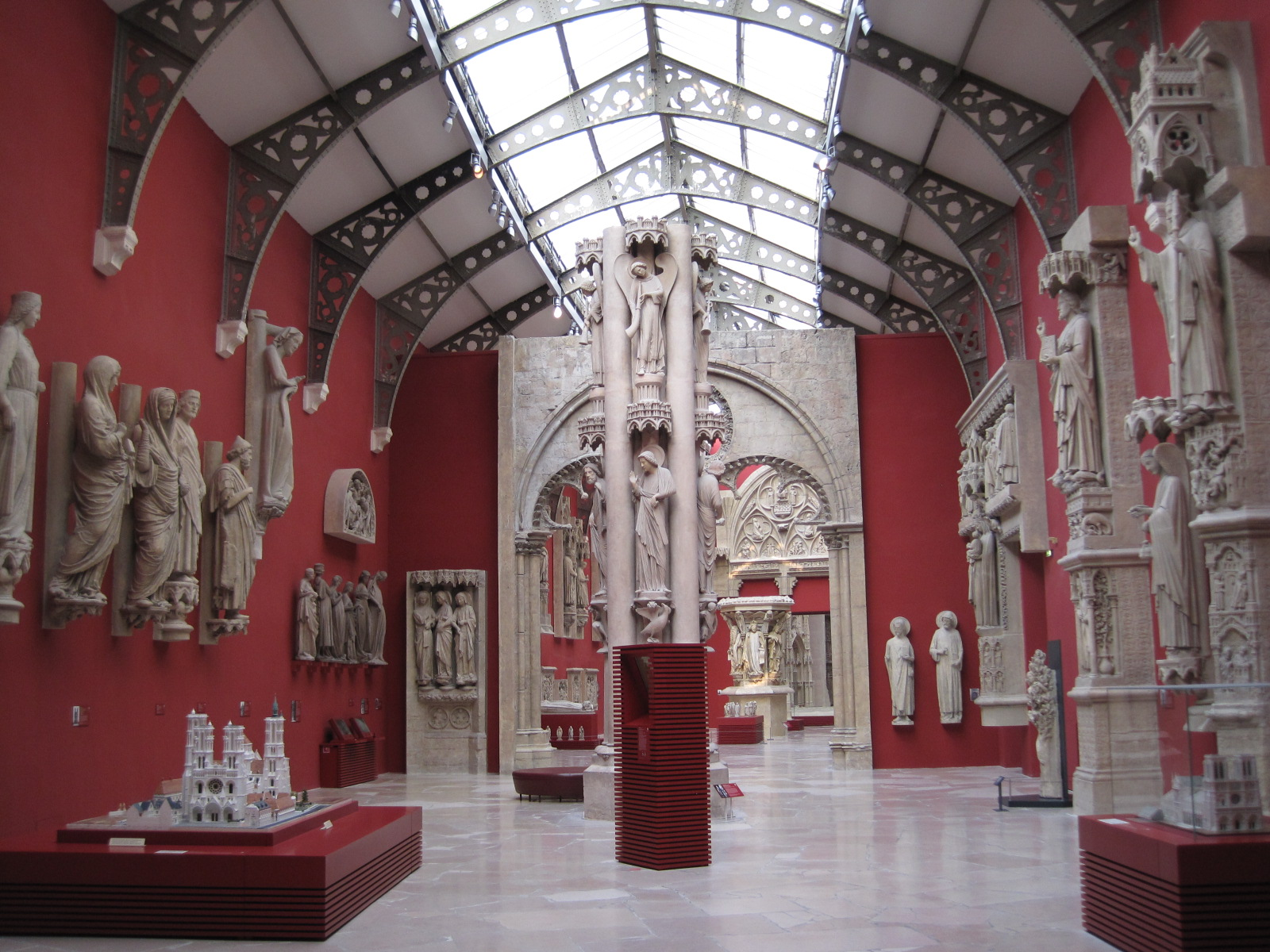
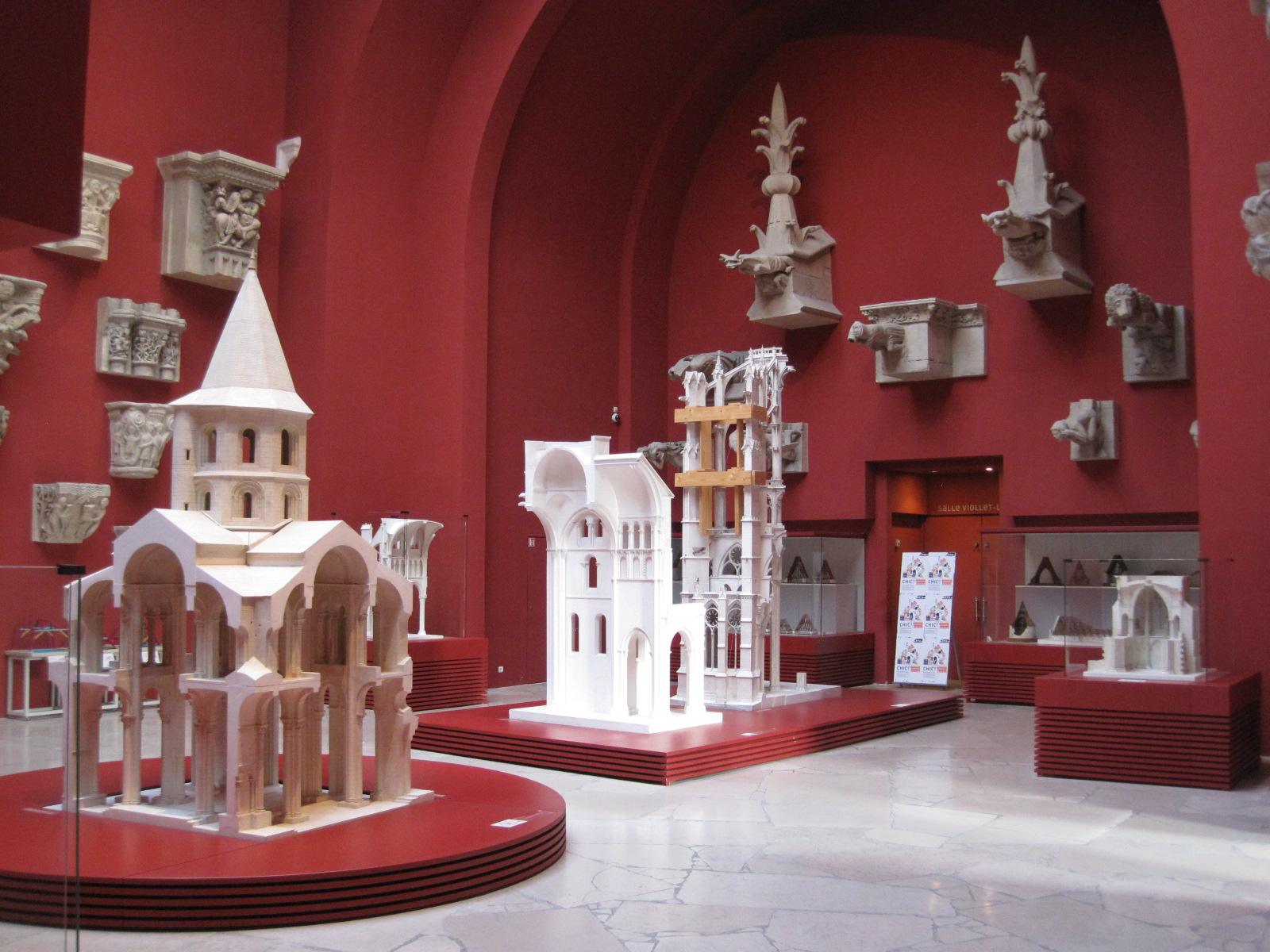
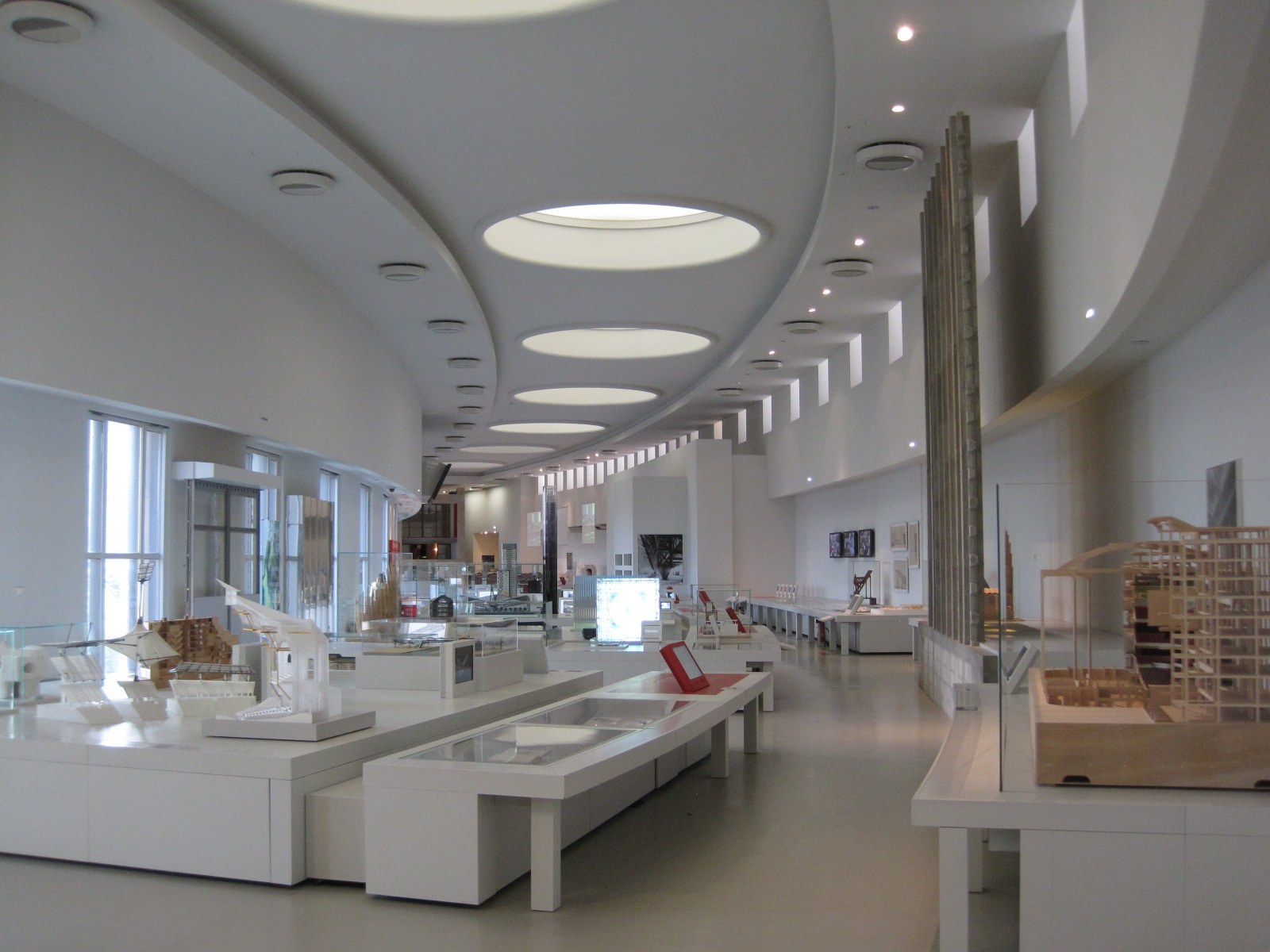

## مقالات ذات صلة
- متحف الأثار الفرنسية.

## وصلات خارجية
- الموقع الرسمي لمتحف العمارة والتراث (فرنسا)